# Labeo altivelis
Labeo altivelis är en fiskart som beskrevs av Peters 1852. Labeo altivelis ingår i släktet Labeo och familjen karpfiskar. IUCN kategoriserar arten globalt som livskraftig. Inga underarter finns listade i Catalogue of Life.